# Clubiona jiulongensis
Clubiona jiulongensis är en spindelart som beskrevs av Zhang, Yin och Kim 1996. Clubiona jiulongensis ingår i släktet Clubiona och familjen säckspindlar. Inga underarter finns listade i Catalogue of Life.